# Malo Ubeljsko
Malo Ubeljsko je naselje v Občini Postojna.